# Comuna Ivankî, Mankivka
Ivankî (în ucraineană Іваньки) este o comună în raionul Mankivka, regiunea Cerkasî, Ucraina, formată din satele Ivankî (reședința) și Tîmoșivka.

## Demografie
Componența lingvistică a comunei Ivankî
     Ucraineană (98,68%)
     Rusă (1,14%)
     Alte limbi (0,15%)
Conform recensământului din 2001, majoritatea populației comunei Ivankî era vorbitoare de ucraineană (98,68%), existând în minoritate și vorbitori de rusă (1,14%).